# Nueva Jerusalén

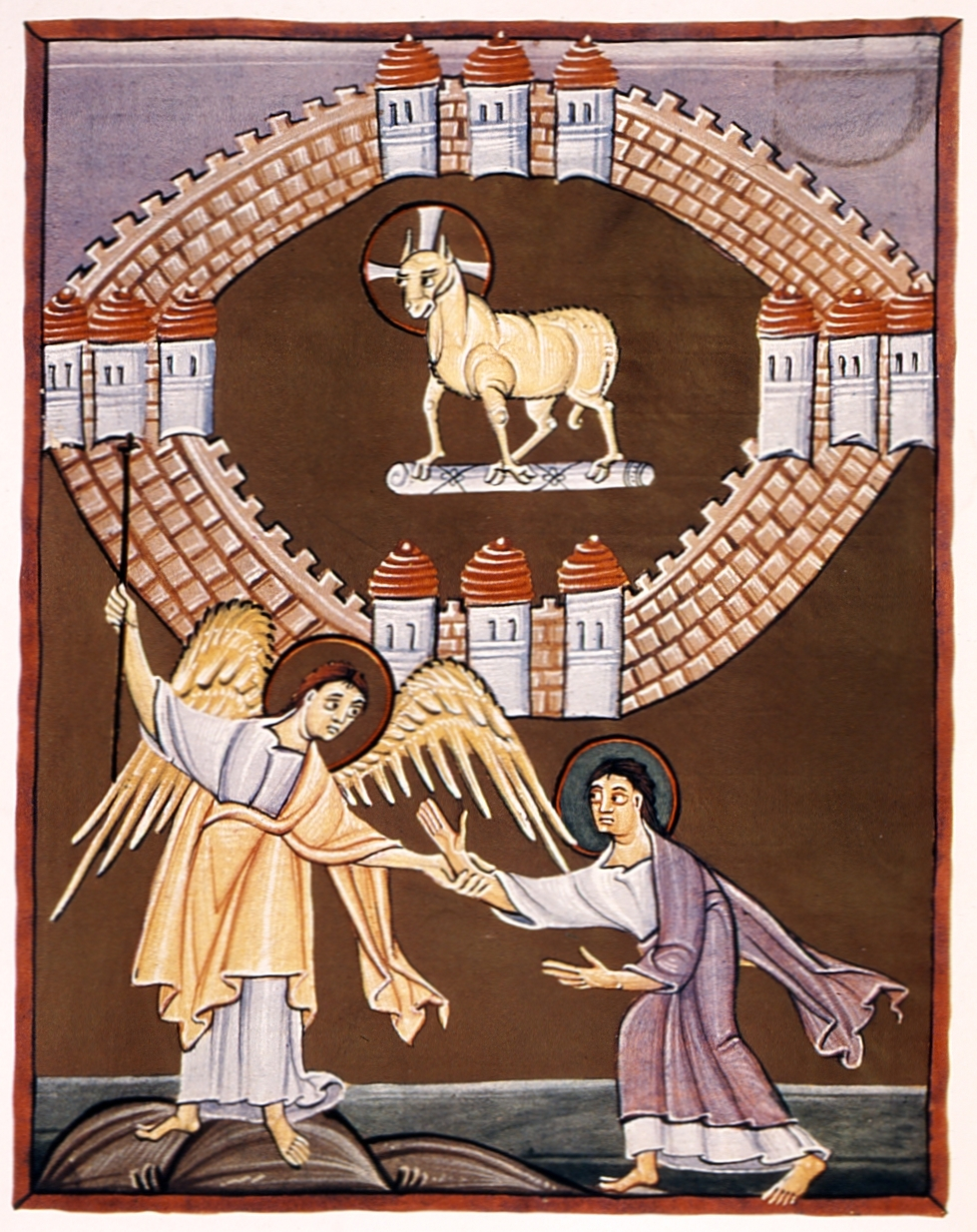
Nueva Jerusalén

En la Biblia, la Nueva Jerusalén (también llamada el tabernáculo de Dios, ciudad sagrada, ciudad de Dios, Jerusalén madre celestial, Jerusalén de arriba y Sión) es una ciudad ya sea literal o figurada que representa una reconstrucción física o bien una restauración espiritual. Esta renovación de Jerusalén es un tema importante en el judaísmo, en el cristianismo y en la fe Baha'i. Como rasgo prominente del libro del Apocalipsis, la Nueva Jerusalén mantiene un lugar importante en la escatología cristiana y en la teología cristiana. También ha influido en la filosofía cristiana y en el misticismo cristiano.
Muchas tradiciones en las religiones judía y cristiana, como por ejemplo el protestantismo fundamentalista, el cristianismo ortodoxo y el judaísmo ortodoxo esperan que la renovación literal de Jerusalén tenga lugar en la explanada de las Mezquitas, según varias profecías bíblicas. Otras, como por ejemplo varias denominaciones protestantes, el mormonismo y las ramas modernistas del cristianismo y del judaísmo reformado, ven la Nueva Jerusalén como figurativa o creen que tal renovación puede haber ocurrido ya o que tendrán lugar en un sitio distinto de la explanada de las mezquitas. Los mormones creen que la Nueva Jerusalén se va a establecer en Misuri, EE. UU.

## Judaísmo y origen
En el misticismo judío, existen dos Jardines del Edén y dos Tierras Prometidas: la celestial invisible y la terrenal visible que es una copia de la celestial invisible. El cielo en el misticismo judío incluye una tierra prometida celestial -incluyendo Jerusalén, el templo y el arca de la alianza - y un jardín del Edén celestial -incluyendo el árbol de la vida, un almacén para el maná que comen los ángeles, y múltiples ríos que riegan el jardín.  Cuando la Biblia menciona la Nueva Jerusalén, el santuario celestial, el pan de vida o el trono de Dios, se refiere a la concepción mística judía del cielo.
La amenaza babilónica contra el Reino de Judá comenzó cuando el Imperio Babilónico conquistó Asiria y se alzó con el poder entre los años 612 y 609 a. C.. Jerusalén se rindió sin mayor derramamiento de sangre a Babilonia en el 597 a. C. Un levantamiento israelita provocó la destrucción de Jerusalén por el ejército de Nabucodonosor II en el 586 a. C.. Toda la ciudad, incluido el Primer Templo, fue incendiada. Los aristócratas israelitas fueron llevados cautivos a Babilonia.
El Libro de Ezequiel contiene el primer registro de la Nueva Jerusalén. Dentro de 40-48 KJV, hay una descripción extensa y detallada de las medidas del Templo, sus cámaras, pórticos y muros. {El libro de Ezequiel 48:30-35 contiene una lista de doce puertas del Templo nombradas según las tribus de Israel.
El Libro de Zacarías amplía la Nueva Jerusalén de Ezequiel. Después de la construcción del Segundo Templo tras el exilio, la población de Jerusalén era sólo de unos pocos cientos. No hubo murallas defensivas hasta el año 445 a. C. En el pasaje, el autor escribe sobre una muralla de fuego para proteger a la enorme población. Este texto demuestra el comienzo de una progresión del pensamiento de la Nueva Jerusalén. En Ezequiel, la atención se centra principalmente en el acto humano de la construcción del Templo. En Zacarías, la atención se desplaza a la intercesión de Dios en la fundación de la Nueva Jerusalén.
La Nueva Jerusalén se extrapola aún más en Isaías, donde la Nueva Jerusalén se adorna con zafiros preciosos, joyas y rubíes. La ciudad se describe como un lugar libre de terror y lleno de justicia. Aquí, Isaías ofrece un ejemplo del apocalipticismo judío, donde se revela la esperanza de una Jerusalén perfeccionada y libre de opresión.
Como composición original de la Nueva Jerusalén, Ezequiel sirvió de fuente para obras posteriores como 4 Esdras, 2 Baruc, documentos de Qumrán y el Apocalipsis. Estos textos utilizaron un lenguaje de medidas similares y ampliaron la limitada perspectiva escatológica de Ezequiel.

### Interpretación
El judaísmo ve al Mesías como un humano descendiente masculino del Rey David que será ungido como el rey de Israel y se sentará en la trono de David en Jerusalén. Reunirá a las tribus perdidas de Israel, aclarará las cuestiones no resueltas de la halajá y reconstruirá el Templo de Jerusalén según el modelo mostrado al profeta Ezequiel. Durante este tiempo los judíos creen que se iniciará una era de paz y prosperidad mundial, las naciones amarán a Israel y abandonarán a sus dioses, se volverán hacia Jerusalén y acudirán al Templo Sagrado para adorar al único Dios de Israel. Zecarías profetizó que cualquier familia entre las naciones que no se presente en el Templo de Jerusalén para la fiesta de Sucot no tendrá lluvia ese año. Isaías profetizó que el Templo reconstruido será una casa de oración para todas las naciones. La ciudad de "YHWH Shamma", (cf. Ez 48:35) la nueva Jerusalén, será el punto de reunión de las naciones del mundo, y servirá como capital del renovado Reino de Israel. Ezequiel profetizó que esta ciudad tendrá 12 puertas, una por cada tribu de Israel. El libro de Isaías termina con la profecía: "Y sucederá que de un luna nueva a otro, y de un sabbat a otro, toda carne vendrá a adorar ante Mí, dice YHWH".

## Dimensiones de la Nueva Jerusalén
En la revelación del apocalipsis de Juan se indica que las dimensiones de la Nueva Jerusalén serán de 12 000 estadios de ancho e igual dimensión de largo y de altura (cada estadio según la medida de la antigüedad equivale a 185,20 metros del sistema métrico decimal actual) y 144 codos la altura de sus muros (la dimensión de un codo en la antigüedad, se determinaba por la dimensión del extremo de la mano hacia el codo del mismo brazo) es decir sería un cubo o hexaedro regular de 2222,4 km de largo por 2222,4 km de ancho, 2222,4 km de altura y una muralla de 70 metros de espesor aproximadamente.

## Terminología
El término Nueva Jerusalén se encuentra dos veces en el Nuevo Testamento, en los versículos 3:12 y 21:2 del libro del Apocalipsis. La palabra nueva en Nueva Jerusalén viene de la palabra griega kainos, que tiene un significado distinto de neos, la otra palabra griega usualmente traducida como nuevo. Neos se refiere a algo nuevamente creado, mientras kainos significa algo renovado o refrescado.

## Orígenes
En 167 a. C., el emperador Antíoco IV Epífanes sofocó una revuelta en Jerusalén e impuso severas restricciones a los judíos, la circuncisión, la celebración de fiestas y la observancia del sábado se prohibieron totalmente. Antíoco también ordenó la quema de todas las copias de la Torá y obligó a los judíos a comer carne de cerdo. La peor calamidad llegó con la profanación del Templo, instauró un culto politeísta aboliendo el culto del Señor y construyó una estatua de una deidad seléucida para ser colocada en el altar del Templo de Jerusalén. El Libro de Enoc (capítulos 85-90) fue una respuesta a las persecuciones del emperador seléucida entre 166 a. C.-163 a. C., visualizando una nueva Nueva Jerusalén celestial en sustitución de la Jerusalén terrestre profanada.
Durante el mismo periodo de tiempo, los manuscritos del Mar Muerto contienen una tradición particular de la Nueva Jerusalén. La secta judía de los esenios también se opuso al liderazgo del Templo y de su sumo sacerdote. Su condena se centró en criticar a los Sumos Sacerdotes que los Reyes de Judá imponían. Como respuesta a esta situación los esenios de Qumrán predijeron en sus escritos la reunificación de las doce tribus y juntas lucharían contra los gentiles opresores para finalmente restablecer la verdadera adoración. Los textos se centran específicamente en las doce puertas de la ciudad y en las dimensiones de la nueva ciudad. En el papiro 4Q554, las puertas de Simeón, José y Rubén que se mencionan en el fragmento simbolizarían para el autor las doce tribus de Israel.

## Interpretaciones
Dentro de las iglesias cristianas se encuentran diferentes interpretaciones de la Nueva Jerusalén, desde las estrictamente literales como la ofrecida por la secta primitiva del montanismo hasta las simbólicas, como las interpretaciones propuestas por la Iglesia católica, donde la Nueva Jerusalén representa a la comunidad de fieles que la conforman.

## Profecías relacionadas
Diversos Profetas del Dios del Cielo están recibiendo revelaciones de una Nueva Jerusalén que será restaurada en este tiempo entre las naciones gentiles. Será una nueva ciudad con características similares a la Jerusalén de los días de David y de Salomón. Esa será una ciudad santa y será modelo para las demás naciones de la tierra, porque Cristo reinará en las naciones antes de que suene la séptima trompeta, tal como lo señala Apocalipsis 11:15-18, y esa ciudad será el lugar desde el cual reinará Cristo sobre las naciones. 
La nación donde el Dios del Cielo levantará esta ciudad sufrirá grandes crisis como nunca antes ocurrió antes en toda su historia, ni a otra nación alguna en nuestros días. El Dios del Cielo tratará con esta nación de la manera que trató con Israel en el pasado, y será evidente que el Dios del Cielo la habrá escogido, porque la librará de todas sus angustias y establecerá un pacto con ella, para reinar desde ella sobre las naciones. Todos estos acontecimientos llamarán mucho la atención al pueblo legítimo de Dios, Israel, pero es evidente que aún no ha finalizado el tiempo del trato de Dios con los gentiles, y siendo el Dios del Cielo soberano hará estas cosas por amor de su Nombre.